# Municipio de Morelos (Coahuila)
El municipio de Morelos es uno de los 38 municipios en que se encuentra dividido el estado mexicano de Coahuila, se localiza en la región norte del estado y su cabecera es el pueblo de Morelos.

## Historia
Morelos desde principios del siglo XIX era un asentamiento con aproximadamente 400 habitantes y era una congregación denominada Santa Rita de Casia, que se encontraba entre San Juan (Allende), San Andrés (Nava) y San Fernando (Zaragoza), en realidad los terrenos del asentamiento era propiedad de San Bernardo.
El 16 de marzo de 1826, por decreto del congreso de Coahuila y Texas el poblado fue elevado a la categoría de "Villa" con el nombre de Santa Rita de Morelos en honor al héroe de la independencia José María Morelos y Pavón. El Gobernador José Ignacio de Arizpe comisionó al Sr. Nicolás Elizondo para Ubicar la Villa y hacer el reparto de tierras y aguas entre los habitantes que eran fundadores.
El 30 de mayo de 1826 en reunión con representantes de las villas aledañas el Sr. Nicolás Elizondo, con el Sr. José Francisco Madero se establecieron los límites de la nueva Villa. el día 2 se ubicó la Plaza principal en el lugar en que ha estado desde entonces, denominándosele Plaza de la Libertad.
Quienes firmaron el Acta de fundación fueron: Comisionado: Nicolás Elizondo. Agrimensor: José Francisco Madero. Medidores: Pedro Bermea y Antonio Zulaica. Apuntadores: Ramón Patiño y Manuel de los Santos. Contadores: Manuel de Oca y Laureano Galindo. Testigos: Representantes de San Andrés y San Fernando, así como los vecinos presentes.
El primer censo en año de 1829 arrojaba los siguientes datos: 220 Varones 262 Mujeres de los cuales 43 eran estudiantes en la escuela, 165 labradores de los cuales 50 eran jornaleros, 18 Artesanos, 3 Militares, 1 Maestro de escuela, 1 Empleado de Hacienda, 1 Cura de Almas y 1 Sacristán.
No había pasado mucho de la separación de Tejas , cuando varios insurrectos se levantaron liderados por Antonio Canales Rosillo, quien proclamó la república del Río Grande con capital en Laredo, y que comprendía los estados de Nuevo león, Coahuila y Tamaulipas y la parte sur de tejas comprendida entre los ríos Nueces y Bravo.
Contaron con 600 aliados tejanos, pero el general Mariano Arista; los combatió con éxito, el presidente de la efímera república Francisco Vidaurri y Villaseñor renunció en la villa de Gigedo (hoy Villa Unión, Coahuila) el 7 de enero de 1840, Arista combatió a los rebeldes en Tamaulipas y los siguió a la Villa de Guerrero, y luego a San Fernando de Rosas (hoy Zaragoza, Coahuila), los Generales Arista e Isidro Reyes, se movilizaron por el lomerio de Peyotes, penetrando por Nava, sorprendiendo a los secesionistas el 24 de marzo en la villa de Morelos.
Antonio Canales logró escapar, no así sus altos oficiales, a los principales se les juzgo y fusilo en Monclova, en la plaza principal de la Villa de Morelos se juzgaron en corte marcial a 22 oficiales y se les paso por las armas el 25 de marzo de 1840 a las diez de la mañana ahí mismo.    
En julio de 1908; se reunieron gentes de Morelos para apoyar el movimiento armado (precursor de la Revolución) de Las Vacas, hoy ciudad Acuña, distinguiéndose en batalla el Morelense Juan José Arredondo, quien al ser derrotados, fue tomado prisionero y enviado a San Juan de Ulua Veracruz, donde falleció. en 1913 el lugar fue escenario de escaramuzas y combates durante el principio de la Revolución Constitucionalista.
Los primeros salones de la antigua escuela "Centenario" se ubicaron en los terrenos de la actual escuela José María Flores Rosas alrededor de 1910, Posteriormente durante la Gobernatura del General Manuel Pérez Treviño se edificó una escuela en forma con edificios para 6 salones y la dirección a instancias del Profesor José María Flores Rosas, en los años cincuenta se cambió el nombre de la escuela a José María Flores Rosas en homenaje al docente que tanto hizo por la educación del municipio.
Aprovechando la ubicación geográfica del pueblo a principios del siglo XX se fundó la Molinera Morelos para concentrar la molienda de trigo de toda la región hasta los años "70", con Molinos que eran movidos por las turbinas impulsadas por el agua de la acequia de Nava.
El edificio del Palacio Municipal se ha remodelado en dos ocasiones, la primera durante la gestión del Sr. Fernando Garza Flores y la segunda que le dio el aspecto actual durante la presidencia del Profesor Ricardo Medina y terminada por el Profesor Remberto Castro Escobedo, durante su gestión.
Durante el Interinato del Profesor Ricardo Medina, se realizaron o iniciaron las más grandes obras que conforman la cara actual del municipio: La Unidad Deportiva Santiago V. González, El Auditorio Hermiro Jiménez, la Presidencia Municipal, Las oficinas Administrativas de la Secundaria Federal, entre otras, Todas ellas iniciaron bajo su gestión y algunas de ellas se terminaron durante el trienio siguiente, pero las gestiones y el trabajo honesto y dedicado del Profesor Medina, lo colocan con justicia; como el mejor edil de la historia del municipio.

## Geografía
El municipio de Morelos se encuentra localizado en la zona norte del estado de Coahuila, en la región denominada Cinco Manantiales, limita al norte con el municipio de Zaragoza, al noreste con el municipio de Nava, al sureste al municipio de Allende, al sur con el municipio de Sabinas, al suroeste con el municipio de San Juan de Sabinas y al oeste con el municipio de Múzquiz.
Es uno de los municipios más pequeños del estado, con una extensión territorial total de 606.2 kilómetros cuadrados que representan el 0.40 % del territorio de Coahuila.

### Orografía e hidrografía
El municipio de Morelos tiene un territorio que es fundamentalmente plano, surcado únicamente por unas ondulaciones bajas que son denominadas como las Lomas de Santa Rita de Casia, junto a las cuales fue fundada la cabecera municipal y que le dieron su nombre original.
Varias corrientes menores cruzan el municipio, siendo todas afluentes del río Bravo hacia el norte, o del río Sabinas en la zona sur, sin embargo, la principal corriente es una vía acuática artificial, la Acequia Nava, que permite el riego de varias extensiones de tierras agrícolas en el territorio; casi la totalidad del territorio de Morelos forma parte de la Cuenca del río Bravo-Piedras Negras, con la excepción de su extremo suroeste que forma parte de la Cuenca Presa Falcón-Río Salado, ambas forman parte de la Región hidrológica Bravo-Conchos.
Es de Mencionarse que el Río escondido que bordea la Ciudad de Zaragoza Coahuila y cruza Villa de Fuente antes de desembocar en el Río Bravo, nace dentro del municipio de Morelos.

### Clima y ecosistemas
Todo el municipio de Morelos tiene un clima Seco semicálido; la temperatura media anual es superior a los 20 °C; la precipitación pluvial promedio anual en el centro del territorio es de 200 a 300 mm, mientras que en los extremos este y oeste del municipio es de 300 a 400 mm.
Debido a su clima y precipitación pluvial, la flora del municipio de Juárez es la que corresponde al matorral desértico, destacando especies como mezquite, huizache, nopal, orégano, manzanilla y gobernadora, hacia la zona más al este del territorio existen territorios dedicados a la agricultura de riego.

## Demografía
La población total del municipio de Morelos es de 8 207 habitantes, siendo 4 095 hombres y 4 112 mujeres, de acuerdo a los resultados del Conteo de Población y Vivienda de 2010 realizado por el Instituto Nacional de Estadística y Geografía; por lo que el 50.6 % de los habitantes son de sexo masculino, la tasa de crecimiento poblacional anual de 2000 a 2005 ha sido de -0.1 %, el 32,5 % de la población tiene menos de 15 años de edad, mientras que entre esa edad y los 64 años se encuentra el restante 60.4 %, el 82.4 % de los habitantes viven en localidades que superan los 2,500 pobladores y son por tanto urbanas, finalmente, el 0.1 % de la población mayor de cinco años de edad es hablante de alguna lengua indígena.

### Localidades
En el Censo de 2020 el municipio de Morelos contaba con 48 localidades.
| Código INEGI      | Localidad         | Población (2020) |
| ----------------- | ----------------- | ---------------- |
| 050190001         | Morelos           | 6 720            |
| 050190004         | Los Álamos        | 1 005            |
| Otras localidades | Otras localidades | 203              |
| Total municipal   | Total municipal   | 7 928            |

### Economía
La mayor parte de la población económicamente activa se ocupa en: 1. Comercios y Servicios, 2. la Docencia, 3. Empleados en CFE o industria de servicios a la misma, 4. Industria Maquiladora de otras localidades.
Mención aparte merecen negocios destacados que tienen su centro de operaciones en la cabecera municipal:
- Chorizo Kacer; dedicado a la elaboración de embutidos y su comercialización.

- Transportes ODEL; empresa de transporte y logística.

- Perforaciones y Aforos Tres Caminos; empresa dedicada a la perforación de pozos profundos para extracción de gas y agua principalmente.

- Agropecuaria JAHM; empresa dedicada a la producción de nuez pecanera, y una de las más grandes de la región.

- RHT transporte de hidrocarburos

- Fruteria Martínez

## Política
El gobierno del municipio de Morelos le corresponde al Ayuntamiento el cual es formado por el presidente municipal, el Síndico y un cabildo integrado por seis regidores, de los cuales cuatro son electos por mayoría relativa y dos mediante representación proporcional,
En el 2015 se realizó en el congreso del estado una reforma política para volver a hacer de 3 años el periodo de los alcaldes en todo el estado a partir del 2019 es por eso que en el 2017 hubo elección para elegir nuevos alcaldes pero este solo gobernara por un periodo constitucional que será del 1 de enero del 2018 al 31 de diciembre del 2018 es decir solo un año, cabe aclarar que los alcaldes electos a partir del 2017 tendrán derecho a reelección para el período constitucional inmediato.
El Ayuntamiento entra a ejercer su cargo el día 1 de enero del año siguiente en que tuvo verificativo el proceso electoral.

### Representación legislativa
Para la elección de Diputados, tanto locales al Congreso de Coahuila, como federales a la Cámara de Diputados de México, el municipio de Morelos se encuentra integrado dentro de los siguientes distritos electorales:
Local:
- XVII Distrito Electoral Local de Coahuila con cabecera en Sabinas.[19]

Federal:
- I Distrito Electoral Federal de Coahuila con cabecera en Piedras Negras.[20]

### Presidentes municipales
- (2022-2024): Gerardo Xavier de Hoyos Perales(PRI)

- (2019-2021): Gerardo Xavier de Hoyos Perales(PRI)
- (2018-2019): Virginia Zertuche de Camarillo(PRI)
- (2014-2017): Juan Gabriel Garza Calderón(PAN)
- (2010-2013): René González de Luna(PRI)
- (2009-2009): Enrique Martínez Ramírez(PRI/Interino)
- (2006-2008): Gerardo Xavier de Hoyos Perales(PRI) Hasta el mes de julio del 2009 cuando solicitó licencia para colaborar con el gobierno del estado
- (2003-2005): Rogelio Amador de Hoyos Pérez (PRI)
- (2000-2002): Urbano Rosas Ida (PRI)
- (1997-1999): Remberto Castro Escobedo (PRI)
- (1994-1996): Omar Delgado de Hoyos(PRI)
- (1991-1993): Jesús Gregorio Quiroz Serrano(PRI)
- (1988-1990): Mario Camarillo Mondragon(PRI)
- (1985-1987): Roberto De Hoyos Rivas(PRI)
- (1982-1984): Feliciano Leobardo Delgado de Hoyos(PRI)
- (1979-1981): Remberto Castro Escobedo (PRI)
- (1977-1978): Ricardo Alfonso Medina Rodríguez(PRI/Interino)
- (1977-1977): José Rodríguez García(PRI/Interino)
- (1976-1976): Manuel Galindo Salinas(PRI) Falleció durante su ejercicio
- (1973-1975): Juan Antonio Guevara Olivares(PRI)
- (1970-1972): Luis Pérez Ramos(PRI)
- (1967-1969): Vicente Tron Martínez(PRI)
- (1964-1966): Arturo Guevara de Hoyos(PRI)
- (1961-1963): Olegario González Castro(PRI)
- (1958-1960): Vicente Tron Martínez(PRI)
- (1955-1957): Fernando Garza Flores(PRI)
- (1952-1954): Israel Rodríguez Briones(PRI)
- (1952-1952): Sostenes de Hoyos Arredondo(PRI)
- (1949-1951): Virgilio Garza Ramírez(PRI)
- (1946-1948): Vicente Flores López(PRI)
- (1943-1945): Virgilio Garza Ramírez(PRM)
- (1942-1942): Vicente Flores López(PRM)
- (1941-1941): Ricardo Serrano Hernández(PRM)
- (1939-1940): Melquiades Lozano Rangel(PRM)
- (1937-1938): Hilario Castro Rodríguez(PNR)